# Маленький вампир
«Маленький вампир» (нем. Der kleine Vampir) — цикл детских сказочных повестей немецкой писательницы Ангелы Зоммер-Боденбург, повествующей о дружбе обычного мальчика Антона и его ровесника-вампира Руди. Так же называлась первая книга серии, вышедшая в 1979 году и ставшая классикой немецкой детской литературы. Всего в серию входит 21 книга с иллюстрациями Амели Глинке. Кроме того, истории о маленьком вампире были адаптированы в комиксы, по ним поставлены спектакли, сняты анимационные и художественные фильмы.
Книги серии переведены более чем на 30 языков. На русский язык первая книга серии была переведена только в начале 2000-х годов («Невероятное знакомство» в переводе Е. Маркович в 2003 году, «Маленький вампир» в переводе П. Лемени-Македона в 2017 году).

## История создания
Как пишет в автобиографии сама Зоммер-Боденбург, работая учительницей начальной школы, она прилагала усилия для того, чтобы дети полюбили читать книги, и спрашивала тех, кто не хочет читать, какого рода книга была бы им интересна. Дети говорили, что книжка должна быть смешной, увлекательной и немного страшной, и в результате Зоммер-Боденбург придумала историю про Маленького вампира и стала читать их в классе, не говоря,  что она сама является автором. Прочитав первую главу, дети стали просить продолжения.
При этом найти издателя для первой книги оказалось не так просто: в итоге рискнуть решил редактор издательства Rowohlt Taschenbuch Verlag, и первая книга была опубликована в мае 1979 года (примерно в то же время Зоммер-Боденбург издала первый сборник стихов). По словам писательницы, успех книжки про вампира оказал смешанное влияние на её писательскую карьеру, потому что она стала ассоциироваться исключительно с детской литературой. Однако в итоге Зоммер-Боденбург стала автором множества книг на разные темы и для разной возрастной аудитории.
В 1991 году по приглашению из Голливуда писательница переехала в Лос-Анджелес на время работы над экранизацией её книг. В 2004 году она поселилась в Нью-Мексико.

## Сюжет

### «Маленький вампир» (1979)
Однажды в субботу вечером, когда родители ушли и девятилетний Антон Бобзак решил в одиночестве почитать «Франкенштейна» и посмотреть по телевизору фильм ужасов, к нему в комнату через окно неожиданно залетает мальчик-вампир. Оправившись от первого шока, Антон вступает в разговор с незнакомцем, который не собирается нападать на Антона, а, напротив, настроен дружить с ним. Маленького вампира зовут Руди, полное имя Рюдигер фон Шлёпперштайн. Вся семья Шлёпперштайнов, умершая в середине XIX века, живёт на старом участке кладбища в родовом склепе, причём сторож кладбища подозревает, что там водятся вампиры, и ищет их по ночам с осиновым колом.
Антону не удаётся скрыть от родителей, что у него появился новый знакомый, и они просят его пригласить Руди в гости. Тем временем однажды ночью при помощи специального вампирского плаща, который даёт возможность летать, Антон даже посещает склеп семьи Руди, пока все взрослые на охоте. Домой он возвращается также при помощи плаща, а затем днём идёт вернуть его на кладбище, но по дороге за ним увязывается Удо из его школы. Чтобы тот отвязался, Антон приглашает Удо в гости под видом Руди, хотя папа Антона, знакомый с отцом Удо, позже раскрывает обман. Несколько раз Антон прямо говорит, что его новый друг вампир, но родители только смеются, считая, что он шутит.
Вместе с Руди к Антону по ночам начинает прилетать его младшая сестра Анна, которая ещё не пьёт кровь и вместо неё питается молоком. Она сразу начинает симпатазировать Антону и рассказывает ему истории о счастливой любви вампирши и человека, в конце которых человек превращается в вампира. Во время второго ночного посещения склепа Антон спасает Анну от сторожа, отвлекая его внимание, а в склепе знакомится и со старшим братом Руди. Ночью Антону снится сон о том, как вампиры принимают его в свою семью. Наконец, после настойчивых предложений родителей позвать Руди и Анну в гости, они приходят, хотя и с сильным гримом, скрывающим их бледность; все решают, что дети надели маскарадные костюмы. Приём гостей приходится назначить на вечер, после заката солнца. Родители приходят к выводу, что новые друзья сына очень странные, но не возражают против этой дружбы, и после ухода гостей Антон спокойно засыпает.

## Книги серии
Согласно официальному сайту писательницы, с 1979 по 2015 год ею была выпущена 21 книга серии. Все они вышли в издательстве Rowohlt Taschenbuch Verlag и все были проиллюстрированы Амели Глинке.
- 1979 — Der kleine Vampir (Bd.1) — рус. пер. «Невероятное знакомство», «Маленький вампир»
- 1980 — Der kleine Vampir zieht um (Bd.2) — рус. пер. «Выселение из склепа», «Маленький вампир переезжает»
- 1982 — Der kleine Vampir verreist (Bd.3) — рус. пер. «Вампирские каникулы», «Маленький вампир путешествует»
- 1983 — Der kleine Vampir auf dem Bauernhof (Bd.4) — рус. пер. «Гроб в подарочной бумаге»
- 1985 — Der kleine Vampir und die große Liebe (Bd.5) — рус. пер. «Свидания на кладбище»
- 1985 — Der kleine Vampir in Gefahr (Bd.6)
- 1986 — Der kleine Vampir im Jammertal (Bd.7)
- 1988 — Der kleine Vampir liest vor (Bd.8)
- 2000 — Der kleine Vampir und der unheimliche Patient (Bd.9)
- 2000 — Der kleine Vampir in der Höhle des Löwen (Bd.10)
- 2000 — Der kleine Vampir und der Lichtapparat (Bd.11)
- 2000 — Der kleine Vampir und der rätselhafte Sarg (Bd.12)
- 2000 — Der kleine Vampir und die große Verschwörung (Bd.13)
- 2000 — Der kleine Vampir und die Klassenfahrt (Bd.14)
- 2000 — Der kleine Vampir feiert Weihnachten (Bd.15)
- 2001 — Der kleine Vampir und Graf Dracula (Bd.16)
- 2001 — Der kleine Vampir und die Tanzstunde (Bd.17)
- 2002 — Der kleine Vampir hat Geburtstag (Bd.18)
- 2006 — Der kleine Vampir und die Gruselnacht (Bd. 19)
- 2008 — Der kleine Vampir und die letzte Verwandlung (Bd. 20)
- 2015 — Der kleine Vampir und die Frage aller Fragen (Bd. 21)

## Оценки
По мнению критиков, первые романы серии передают «интимное, почти что клаустрофобное ощущение, поскольку действие в них происходит либо в квартире Антона, либо на ближайшем кладбище, либо в склепе, где находятся гробы клана вампиров».

## Адаптации
По книгам серии сделан ряд радиопостановок, поставлены спектакли, записаны аудиокниги. Основные экранизации включают немецкий сериал, вышедший в двух 13-серийных частях:
- «Маленький вампир» (Der kleine Vampir, 1986—1987, по первым двум книгам)
- «Маленький вампир – Новые приключения» (Der kleine Vampir - Neue Abenteuer, 1993—1994, по третьей и четвёртой книгам),

а также односерийные полнометражные фильмы:
- «Вампирёныш» (The Little Vampire, 2000) — американский художественный фильм
- «Маленький вампир» (The Little Vampire 3D, 2017) — немецкий мультфильм в технике трёхмерной анимации.

Хотя в написании сценария для фильма 2000 года принимала участие сама Зоммер-Боденбург, которая пыталась сделать адаптацию близкой к духу книги, фильм значительно отличается от неё: он наполнен элементами американской культуры и почти сразу нейтрализует двойственность отношения героя к вампирам, поскольку Руди сообщает Антону (Тони Томпсону), что вампиры теперь питаются коровьей, а не человеческой кровью.